# Nati nel 1974/Senza giorno specificato
| Questa pagina contiene informazioni ricavate automaticamente dalle voci biografiche con l'ausilio del template Bio e di un bot. L'aggiornamento è periodico e automatico e ricostruisce completamente la pagina. Se manca una persona in questa lista, sei pregato di non aggiungerla, ma accertati piuttosto che la sua voce biografica contenga il template Bio e che i dati anagrafici siano correttamente compilati. Se il template Bio manca, inseriscilo tu stesso o, in alternativa, metti l'avviso {{tmp\|Bio}} che ne segnala la mancanza. Se i dati riportati sono sbagliati, correggi direttamente la voce biografica; le modifiche saranno visibili in questa lista entro pochi giorni. Per chiarimenti vedi il progetto biografie. La lista contiene solo le 185 persone che sono citate nell'enciclopedia e per le quali è stato implementato correttamente il template Bio. Pagina aggiornata al 26 lug 2025. |

- Pär Abersten, ex sciatore alpino svedese
- Naomi Alderman, scrittrice, blogger e autrice di videogiochi britannica
- David Alegret, tenore spagnolo
- Emily Allchurch, artista britannica
- Chiho Aoshima, artista giapponese
- Philip G. Atwell, regista statunitense
- Philippe Bach, direttore d'orchestra svizzero
- Raja' Bakriyyah, scrittrice e artista palestinese
- Richard Baneham, effettista e animatore irlandese
- Amir Bar-Lev, regista e produttore cinematografico statunitense
- Alex Barclay, scrittore irlandese
- Sandro Bartolini, astronomo italiano
- Abdul Basit Usman, terrorista e guerrigliero filippino († 2015)
- Florian Baxmeyer, regista tedesco
- Eshetu Bekele, ex maratoneta etiope
- Mia Benedetta, attrice italiana
- Andrea Berloff, sceneggiatrice e regista statunitense
- Islam Bibi, poliziotta afghana († 2013)
- Clayt Birmingham, allenatore di football americano statunitense
- Rafi Bistritzer, fisico israeliano
- Macon Blair, attore, regista e sceneggiatore statunitense
- Gergely Bogányi, pianista ungherese
- Gui Boratto, disc jockey e produttore discografico brasiliano
- Antje Braito, ex sciatrice alpina italiana
- Alexander Brandon, musicista e compositore statunitense
- Cary Brothers, cantautore e produttore cinematografico statunitense
- Sarah Burton, stilista inglese
- Sergio Caballero, attore spagnolo
- Sandro Campani, scrittore italiano
- Daniele Carnini, compositore e musicologo italiano
- Mario Caroli, flautista italiano
- Carlos Casas, regista cinematografico spagnolo
- Simone Cassandra, serial killer italiano
- Jason Castriota, designer statunitense
- Andrea Cavallo, pianista, tastierista e compositore italiano
- Davide Cerullo, scrittore, fotografo e educatore italiano
- Floriane Chinsky, rabbino francese
- Cristian Chironi, artista italiano
- China Chow, attrice, modella e conduttrice televisiva britannica
- Boubou Cissé, economista e politico maliano
- Kim Cobb, climatologa statunitense
- Andrea Cuneo, fumettista, disegnatore e grafico italiano
- Stacey Cunningham, banchiera statunitense
- Yannick Dauby, musicista francese
- Francesca Del Rosso, giornalista, blogger e scrittrice italiana († 2016)
- Lynda Dematteo, antropologa e politologa francese
- Edi Dreschl, ex sciatore alpino austriaco
- Charles Duhigg, scrittore e giornalista statunitense
- David Earl, comico e attore britannico
- Yacine Elghorri, fumettista e disegnatore francese
- Hala Elkoussy, artista egiziana
- Jessica Fellowes, scrittrice e giornalista inglese
- Fermín IV, rapper messicano
- Alessandra Ferraro, giornalista e conduttrice televisiva italiana
- Martino Ferro, scrittore e sceneggiatore italiano
- Stefan Fiori, cantante italiano
- Lucy Fricke, scrittrice tedesca
- Céline Frisch, clavicembalista francese
- Hocine Gacemi, calciatore algerino († 2000)
- Evgenij e Saša Gal'perin, compositore russo
- Gao Xing, astronomo cinese
- Shadi Ghadirian, fotografa iraniana
- Karen Gillece, scrittrice irlandese
- Giovanna Giuliani, drammaturga, regista e sceneggiatrice italiana
- Davide Giuliano, allenatore di football americano e ex giocatore di football americano italiano
- Chad Gulevich, ex sciatore alpino canadese
- Katharine Gun, traduttrice e attivista britannica
- Sarah Hall, scrittrice britannica
- Anila Hanxhari, poetessa albanese
- Craig Harrison, militare e scrittore britannico
- Iosi Havilio, scrittore e traduttore argentino
- Shona Heath, scenografa britannica
- Rafael Y. Herman, artista israeliano
- Carlo Hintermann, regista, sceneggiatore e direttore della fotografia italiano
- Ala Hlehel, scrittore e sceneggiatore palestinese
- Sorelle Hong, sceneggiatrice sudcoreana
- Stephanie Hoolahan, ex sciatrice alpina canadese
- John Hopkins, attore britannico
- Massimiliano Iezza, allenatore di sci alpino, ex sciatore alpino e ex sciatore freestyle italiano
- Ermonela Jaho, soprano albanese
- Jeremy Jaynes, imprenditore statunitense
- Adrian Johnston, filosofo statunitense
- Abdellatif Jrindou, allenatore di calcio e ex calciatore marocchino
- Özlem Kamalıoğlu, attrice turca
- Wit Kaosainan, regista thailandese
- Sophie Karthäuser, soprano belga
- Shimoku Kio, fumettista giapponese
- Lucy Kirkwood, drammaturga e sceneggiatrice britannica
- Snorri Kristjansson, scrittore islandese
- Melanie La Barrie, attrice e cantante trinidadiana
- Sarah Langan, scrittrice statunitense
- Liu Fang, musicista cinese
- Alex Lloyd, cantautore australiano
- Malinda Lo, scrittrice statunitense
- Attica Locke, scrittrice statunitense
- Santiago Lopo, scrittore spagnolo
- Catherine E. Lussier, ex sciatrice alpina canadese
- Lê Thị Thu Thủy, imprenditrice vietnamita
- Cristian Machado, cantante brasiliano
- Joanna Magee, ex sciatrice alpina canadese
- Daniele Manganaro, poliziotto italiano
- Dario Martinelli, musicologo e semiologo italiano
- Cristina Marton, pianista rumena
- Perez Mattison, ex giocatore di football americano e allenatore di football americano statunitense
- Hichem Mechichi, politico tunisino
- Namir Abdel Messeeh, regista egiziano
- Chris Metzen, informatico, artista e fumettista statunitense
- Oleg Mitjaev, generale russo († 2022)
- Dalia Mogahed, politica egiziana
- Fazul Abdullah Mohammed, terrorista comoriano († 2011)
- Enric Molina, ex giudice di tennis spagnolo
- Marco Mondini, conduttore televisivo e storico italiano
- Kristina Moore, politica britannica
- Abir Mukherjee, scrittore britannico
- Thomas Mullen, scrittore statunitense
- Juan Jacinto Muñoz Rengel, scrittore spagnolo
- Astrid Muñoz, supermodella portoricana
- Na Hong-jin, regista e sceneggiatore sudcoreano
- Kim Nguyen, regista e sceneggiatore canadese
- Andrej Nikolaidis, scrittore montenegrino
- Giorgio Nisini, scrittore e saggista italiano
- Otobong Nkanga, artista nigeriana
- Ross O'Hennessy, attore britannico
- Akin Omotoso, regista, sceneggiatore e attore sudafricano
- Toni Ordinas, allenatore di calcio e ex calciatore spagnolo
- Hanna Orre, ex sciatrice alpina svedese
- George Osodi, fotografo nigeriano
- Tetjana Ostaščenko, medico e generale ucraina
- David Pacquette, thaiboxer, kickboxer e pugile inglese
- Thakoon Panichgul, stilista thailandese
- Erik Pernisco, snowboarder italiano
- Maria Perrotta, pianista italiana
- Carlos Pintado, scrittore cubano
- César Pérez Gellida, scrittore spagnolo
- Dom Radman, giocatore di football americano australiano
- Rebecca Rand Kirshner, sceneggiatrice e produttrice televisiva statunitense
- Anne Ratte-Polle, attrice tedesca
- Miikka Riionheimo, ex giocatore di football americano finlandese
- Christian Rivers, effettista, regista e designer neozelandese
- Elizabeth Robinson, ex sciatrice alpina statunitense
- Alessio Romenzi, fotoreporter italiano
- Bahaâ Ronda, cantante marocchina
- Isaac Rosa, scrittore spagnolo
- Tracey Rose, artista sudafricana
- Thomas Rydahl, scrittore danese
- Batoul S'Himi, artista francese
- Marcus Sakey, scrittore statunitense
- Anri Sala, artista albanese
- Sonya Salomaa, attrice canadese
- Kid Koala, disc jockey e turntablist canadese
- Eugenia Santana, modella spagnola
- Massimiliano Santarossa, scrittore e editore italiano
- Huecco, cantautore spagnolo
- Adania Shibli, scrittrice palestinese
- Katharina Spiering, attrice e doppiatrice tedesca
- Richard Stannard, triatleta britannico
- Louis Stedman-Bryce, ex politico britannico
- Simon Levis Sullam, storico italiano
- Kanji Sutō, regista giapponese
- Steph Swainston, scrittrice inglese
- David Szalay, scrittore canadese
- Edina Szvoren, scrittrice ungherese
- Antonio Tabet, blogger, attore e autore televisivo brasiliano
- Shaun Tan, illustratore e scrittore australiano
- Tomas Thordarson, cantante danese
- Louis-Georges Tin, scrittore e attivista francese
- Robert Ugrina, attore e doppiatore croato
- Antonio Ungar, scrittore colombiano
- Michael E. Van Ness, astronomo statunitense
- Cris Velasco, compositore statunitense
- Andrea Vettoretti, chitarrista e compositore italiano
- Jörgen Vijgen, filosofo olandese
- Mike Virus, cantante statunitense
- Abigeila Voshtina, violinista albanese
- Julia Voss, giornalista tedesca
- Vrangsinn, musicista e poeta norvegese
- Viktória Vámosi, modella e conduttrice televisiva ungherese
- Katja Wach, ex sciatrice alpina austriaca
- David A. Wagner, crittografo e crittanalista statunitense
- Wu Ming 2, scrittore italiano
- Mahito Yokota, compositore giapponese
- Adrian Zenz, antropologo tedesco
- Mansour bin Muqrin Al Sa'ud, principe, politico e imprenditore saudita († 2017)
- Ulla von Brandenburg, artista e pittrice tedesca
- Tuğba Önal, cantante turca